# Nyaunglebin
Nyaunglebin (ang. Nyaunglepin) – miasto w Mjanmie, w prowincji Pegu. Według danych szacunkowych na rok 2008 liczy 97 142 mieszkańców.